# تلمبه ملک منصورخان
تلمبه ملک منصورخان یک منطقهٔ مسکونی در ایران است که در دهستان مشیز واقع شده‌است.